# 玛丽昂·克赖纳
玛丽昂·克赖纳（德語：Marion Kreiner，1981年5月4日—），奥地利女子单板滑雪运动员。她曾代表奥地利参加2010年和2014年冬季奥林匹克运动会单板滑雪比赛，其中2010年冬季奥运会获得一枚铜牌。